# Tricongius mutilatus
Espèce
Synonymes
- Oltacloea mutilata Mello-Leitão, 1940

Tricongius mutilatus est une espèce d'araignées aranéomorphes de la famille des Prodidomidae.

## Distribution
Cette espèce est endémique d'Argentine. Elle se rencontre dans les provinces de La Rioja et de San Juan.

## Description
Le mâle holotype mesure 4 mm
Le mâle décrit par Platnick en 1986 mesure 3,62 mm et la femelle 3,97 mm.

## Systématique et taxinomie
Cette espèce a été décrite sous le protonyme Oltacloea mutilata par Mello-Leitão en 1940. Elle est placée dans le genre Tricongius par Rodrigues et Rheims en 2020.

## Publication originale
- Mello-Leitão, 1940 : « Tres géneros extraños de arañas argentinas. » Revista del Museo de La Plata (Nueva Serie), Zoología, La Plata, vol. 5, no 43, p. 251-258.